# Альтар (муниципалитет)
Альтар (исп. Altar) — муниципалитет в Мексике, штат Сонора, с административным центром в одноимённом городе. Численность населения, по данным переписи 2020 года, составила 9492 человек.

## Общие сведения
Название Altar в дословном переводе с испанского языка — алтарь, жертвенник.
Площадь муниципалитета равна 4457,7 км², что составляет 2,5 % от площади штата, а наиболее высоко расположенное поселение Эль-Серрано, находится на высоте 925 метров.
Он граничит с другими муниципалитетами Соноры: на востоке с Сариком, Тубутамой и Окитоа, на юге с Тринчерасом и Питикито, на западе с Каборкой, а на севере проходит государственная граница с США.

## Учреждение и состав
Муниципалитет был образован в 1825 году, в его состав входит 98 населённых пунктов, самые крупные из которых:
| Код INEGI                  | Населённый пункт                                                                 | Численность населения (2005 год) | Численность населения (2010 год) | Численность населения (2020 год) |
| -------------------------- | -------------------------------------------------------------------------------- | -------------------------------- | -------------------------------- | -------------------------------- |
| 004                        | Всего                                                                            | 8357                             | 9049                             | 9492                             |
| 0001                       | Альтар (исп. Altar) 30°42′48″ с. ш. 111°50′01″ з. д. (административный центр)    | 7257                             | 7927                             | 8439                             |
| 0139                       | Дьесисейс-де-Септьембре (исп. 16 de Septiembre) 30°42′24″ с. ш. 111°55′11″ з. д. | 271                              | 296                              | 387                              |
| 0165                       | Льяно-Бланко (исп. Llano Blanco (Rancho Seco)) 30°36′49″ с. ш. 111°53′55″ з. д.  | 341                              | 460                              | 363                              |
| 0257                       | Ла-Ангостура (исп. La Angostura) 30°43′14″ с. ш. 111°49′10″ з. д.                | 33                               | 9                                | 22                               |
| 0330                       | Эль-Пломо (исп. El Plomo) 31°14′22″ с. ш. 112°08′43″ з. д.                       | 3                                | 6                                | 15                               |
| —                          | Прочие                                                                           | 452                              | 351                              | 266                              |
| Названия на карте Генштаба |                                                                                  |                                  |                                  |                                  |

## Экономическая деятельность
По статистическим данным 2000 года, работоспособное население занято по секторам экономики в следующих пропорциях:
- сельское хозяйство, скотоводство и рыбная ловля — 38,6 %;
- промышленность и строительство — 14,9 %;
- торговля, сферы услуг и туризма — 41,8 %;
- безработные — 4,7 %.

## Инфраструктура
По статистическим данным 2020 года, инфраструктура развита следующим образом:
- электрификация: 98,7 %;
- водоснабжение: 86 %;
- водоотведение: 97,4 %.